# Каньяс Эскаланте, Альберто
Альберто Каньяс Эскаланте (исп. Alberto Cañas Escalante; 16 марта 1920, Сан-Хосе, Коста-Рика — 14 июня 2014, там же) — коста-риканский интеллектуал, писатель

, политический деятель, государственный служащий и журналист. Известен как одна из важнейших фигур в культурной, политической и общественной жизни Коста-Рики второй половины двадцатого века. Кроме того, он был первым министром культуры, молодежи и спорта (1971). По данным Национальной библиотечной системы Коста-Рики, по состоянию на 2005 год у Каньяса было по крайней мере 4773 публикации.
Занимал должности посла (1948—1949), заместителя министра иностранных дел (1955—1956) и депутата (1962—1966 и 1994—1998). Кроме того, в 1970 году он стал первым министром культуры, молодёжи и спорта Коста-Рики. Играл важную роль в двух умеренных левых политических силах страны: Партии национального освобождения и Партии гражданского действия. В журналистской сфере работал директором газет Diario de Costa Rica и La Republica, редактором Excelsior и обозревателем La Nación («Нация»), La Prensa Libre («Свободная пресса») и Semanario Universidad («Университетский еженедельник»).

## Биография
Альберто Каньяс — правнук генерала Хосе Марии Каньяса Эскамильи. Его сестра научила его читать в три года. Он посещал начальную школу в достопримечательности Сан-Хосе Edificio Metalico. Лицей Коста-Рики окончил в 1937 году. Затем изучал право в Университете Коста-Рики и получил диплом адвоката в 1944 году. Его диссертация касалась природы политических партий. Одновременно с Каньясом учились и другие национальные политики, в том числе Родриго Фасио, Карлос Монхе, Гонсало Фасио, Хорхе Росси Чаваррия, Даниэль Одубер и Эрнан Гонсалес. После гражданской войны в Коста-Рике эта группа интеллектуалов изменила политическое обличие Коста-Рики.
В 1944 году Каньяс начал работать в столичной газете Diario de Costa Rica. Поскольку его в основном интересовали социальные вопросы, Каньяс присоединился к Центру изучения национальных проблем. В 1946 году Каньяс написал «Elegía Inmóvil» («Неподвижная элегия»), поэму длиной в книгу, привлекшую к автору международное внимание, хотя вскоре после этого он оставил поэзию, чтобы сосредоточиться на политике и публицистике.
В 1950 году он основал и редактировал еще одну коста-риканскую газету La República («Республика»). Позже он основал и редактировал Excelsior. В 1965 году он также написал книгу «Una Casa en el Barrio Carmen» («Дом в районе Кармен»), высоко отмеченную критиками. Её переиздавали как минимум четыре раза.

## Политическая жизнь
Каньяс был представителем Коста-Рики в ООН в 1948—1949 годах. В этом качестве участвовал в составлении Всеобщей декларации прав человека. Он был заметителем главы МИД (вице-министром международных отношений) с 1955 по 1956 год и депутатом Сан-Хосе от Партии национального освобождения с 1962 по 1966 год.
С 1970 по 1974 год Каньяс занимал пост министра культуры, молодёжи и спорта. Во время своего пребывания на посту он способствовал развитию культурных ценностей среди коста-риканцев. Вновь избранный депутатом три десятилетия спустя, был председателем Законодательного собрания 1994—1995 годов.
В 2002 году Каньяс вместе с другими членами двух ведущих политических партий страны выступил соучредителем новой левоцентристской Партии гражданского действия (PAC). Он занимал пост президента Политической комиссии PAC и был председателем партии, пока его не сменила Элисабет Фонсека Корралес в 2010 году.

## Культурная сфера
Каньяс работал в Колледже науки и литературы Университета Коста-Рики, был профессором факультета социальных наук этого университета. В 1971 году он основал Национальную театральную труппу.
Кроме того, он, помимо других обязанностей, был президентом Союза журналистов в 1952 году, президентом издательского дома Editorial Costa Rica с 1960 года, президентом Союза писателей в 1960—1961 годах и членом правления руководящей организации социального обеспечения в 1989 году. С 1967 года Каньяс занимал должность председателя Коста-риканской академии языка и впредь оставался её постоянным членом.
В течение более сорока лет вёл газетную колонку «Чиспорротеос» («Хрустяшки»), что сделало его одним из самых плодовитых авторов Коста-Рики. Он также вёл передачу «Así es la cosa» («Вот в чем дело») на Radio Monumental вместе с Фернандо Дураном и Альваро Фернандесом.
14 июня 2014 года Каньяс умер от осложнений после операции на кишечнике. Ему было 94 года.

## Награды
Каньяс получил множество наград, в том числе почётную степень Государственного заочного университета и награду «Comendador de la Orden de Liberación de España» (Командор Ордена освобождения Испании) в 1951 году, членство в Ордене Васко Нуньеса де Бальбоа в 1957 году и Орден Звезды итальянской солидарности (Ordine della Stella della Solidarietà Italiana) в 1959 году. В 1964 году был награждён Премией Гарсиа Монхе (García Monge) за содействие развитию культуры. В 1965 году получил Премию Аквилео Эчеверриа за рассказы («Premio Aquileo Echeverría de Cuento») за свою книгу «Una Casa en el Barrio Carmen». В 1976 году он выиграл Национальную премию Магона в области культуры. За свою долгую карьеру журналиста он отмечен премией Пио Викеса в области журналистики 2012 года.